# Ландшафт
Ландшафт (от немското – Landschaft) е специфична географска територия представляваща система от всички природни компоненти (скали, почва, въздух, вода, растителност и животни), която се променя във времето под влиянието на природните фактори и човешката дейност. Съчетавайки физическите си характеристики и културните наслоявания от човешкото присъствие, често наслагвано с хилядолетия, пейзажите отразяват синтезиса между човек и жизнена среда, ключови за регионалната идентичност.
Земята има необхватен брой ландшафти, включително ледените пейзажи на полярните райони, планинските пейзажи, обширните сухи пустинни пейзажи, островни и крайбрежни пейзажи, горски пейзажи, включващи тайгата и екваториалните гори и селскостопанските пейзажи в умерения пояс и тропиците.

## Видове ландшафт
В пространствено отношение ландшафтът може да бъде:
- Голям – Той обединява по еднороден облик по-големи територии, като Тракийска низина, Дунавската равнина, Розова долина, лесостепна Добруджа и др. Те от своя страна могат да се разделят на по-малки самостоятелни единици.
- Малък – Той обединява по-малки територии с еднороден облик, като Бургаска низина, Искърско дефиле, Белоградчишките скали, Побитите камъни край Варна и др. Това са типично култивирани стопански площи и др.
- Микроландшафт – Той се ограничава в обособени обекти с характерен облик, като отделни зелени площи: паркове, моренни кътове и др. – например „Аязмото“ край Стара Загора, народният парк „Витоша“ край София, паркът „Кайлъка“ край Плевен, крайморските градини във Варна и Бургас и др.